# Scuderia Cameron Glickenhaus
Scuderia Cameron Glickenhaus, также известный как Glickenhaus или SCG — американский автопроизводитель со штаб-квартирой в Слипи-Холлоу (Нью-Йорк), основанный в 2004 году Джеймсом Гликенхаусом. Он занимается разработкой и производством высокопроизводительных автомобилей.
Самой знаковой моделью бренда является SCG 003, которая участвовала в различных соревнованиях, таких как 24 часа «Нюрбургринга». Компания также приняла участие в чемпионате мира по автогонкам на выносливость FIA в качестве производителя в категории гиперкаров Ле-Мана в сезоне 2021 года с SCG 007.

## История
Компания Scuderia Cameron Glickenhaus была основана в 2004 году в Нью-Йорке кинопродюсером и предпринимателем Джеймсом Гликенхаусом. Цель состояла в том, чтобы разработать малосерийные, но высокопроизводительные гоночные автомобили для гонок 24 часа «Нюрбургринга». В первые годы профессиональная команда принимала участие в соревнованиях с использованием модифицированных конструкций Ferrari.
В 2010 году Ferrari P4/5, собранный в целости по специальному заказу, послужил отправной точкой для работы над первой собственной конструкцией SCG, первоначальная спецификация и концепция которой были представлены в сентябре 2012 года. Предсерийные прототипы вступили в финальную фазу испытаний в декабре 2014 года и, наконец, дебютировали в феврале 2015 года под названиями SCG 003 и SCG 003S.
Для производства обоих автомобилей было налажено сотрудничество с итальянской дизайнерской студией и производителем спортивных автомобилей MAT, который предоставил свои производственные линии в Турине. В 2017 году был представлен план по запуску в производство ещё одного гражданского автомобиля под названием SCG 004S, который окончательно пошёл в серию в 2020 году. В том же году для соревнований был выпущен гоночный вариант под названием SCG 004C.
В конце 2020 года компания SCG представила свой первый внедорожник — SCG Boot. В 2021 году в гоночной категории Гиперкары Ле-Мана был представлен ещё один гоночный автомобиль под названием SCG 007, во время премьеры которого было объявлено, что также будет построен серийный вариант под названием SCG 007S.

## Модельный ряд
В настоящее время Scuderia Cameron Glickenhaus выпускает пять моделей: SCG 003, SCG 004, SCG Boot, SCG 007 и SCG 008. Модель SCG 006 больше не указана на веб-сайте компании.